# Tiha Bârgăului
Tiha Bârgăului (en hongrois : Borgótiha) est une commune du județ de Bistrița-Năsăud en Transylvanie (Roumanie).